# Virginia Bell
Virginia "Ding Dong" Bell (født 1932 i Montrose, Californien, død 1. juli 2010) var en topløs model og skuespillerinde. Hun startede sin karriere i 1950'erne som danser.
Virginia havde en hovedrolle i en spillefilm, Bell, Bare and Beautiful (1963). Her spillede hun en burlesk danser, hvis kæreste er gangster; plottet kulminerer, da en ung mand forsøger at opnå den ægte kærlighed hos sin drømmepige, men dennes gangsterven bruger brutale metoder for at standse romancen. Hun fik rollen på anmodning fra sin ægtefælle, Eli Jackson.
Hun medvirker endvidere i nøgenscener i forskellige videofilm, bl.a. i serien Reel Classics, og andre produktioner af Something Weird Video.

## Externe links
- Wikimedia Commons har flere filer relateret til Virginia Bell
- Virginia Bell på Internet Movie Database (engelsk)
- Virginia Bell på The Movie Database (engelsk)
- Virginia Bell på Adult Film Database (engelsk)
- Virginia Bell på Internet Adult Film Database (engelsk)